# ميشال معوض
ميشال معوض (4 يونيو 1972 -) سياسي ونائب حالي في البرلمان اللبناني. مؤسس حزب حركة الاستقلال السياسي ورئيسها، وعضو سابق في قيادة قوى 14 آذار.
كان من المشاركين الناشطين في ثورة الأرز 2005، وفي حركات سياسية مختلفة، بما فيها لقاء قرنة شهوان ولقاء البريستول.
هو نجل رئيس الجمهورية اللبنانية السابق رينيه معوض الذي اغتيل في 22 تشرين الثاني/نوفمبر من العام 1989.
يضطلع ميشال معوّض في العديد من المبادرات الاجتماعية والمدنية التي تهدف إلى تحفيز الشباب اللبناني وتحسين أوضاع الفئات المهمّشة في البلاد. كما أنّه عضو مؤسس والمدير التنفيذي لمؤسسة رينيه معوض.

## نشأته وتحصيله العلمي
وُلدَ ميشال معوض في الرابع من حزيران/يونيو من العام 1972 في بيروت، لبنان. وهو ابن عائلة مارونية عريقة من منطقة زغرتا في لبنان الشمالي.
تابع معوض دراسته الأولية في مدرسة سيدة الجمهور حتى تخرّجه مع مرتبة الشرف في العام 1990 بشهادة البكالوريس الفرنسية.
ثم أتمّ مراحل التعليم العالي في فرنسا حيث تخرّج من مدرسة التجارة العليا في باريس ESCP حائزاً شهادة ماجيستير في القانون العام من جامعة السوربون.

## السيرة المهنية

### الانخراط في الحياة السياسية
ميشال معوض هو مؤسس حركة الاستقلال التي انطلقت في العام 2005 وتحديداً إبّان ثورة الأرز، وهو رئيسها الحالي. نشأت الحركة حينها على شكل مبادرة شعبية وسرعان ما تحوّلت إلى حركة سياسية منظّمة تهدف إلى الدفاع عن السيادة الوطنية والاستقلال والديمقراطية ومؤسسات الدولة والحريات. وتدعو حركة الاستقلال إلى التنمية البشرية والاقتصادية المستدامة، وتحديث المؤسسات التابعة للدولة، وتثبيت مبادئ الشفافية والمحاسبة في القطاع العام، فضلاً عن انخراطها في قضايا المجتمع المدني والحياة العامة.
لميشال معوض نشاط بارز في الحركات السياسية المختلفة التي مهّدت الطريق أمام تحقيق ثورة الأرز. فهو عضو مؤسس في لقاء قرنة شهوان الذي تشكّل في العام 2001 كتجمّع للمعارضة السياسية في وجه الوصاية السورية في لبنان آنذاك. وقد انضمّت إلى اللقاء الكنيسة المارونية للمطالبة بالانسحاب السوري، وتأييد استقلال لبنان التامّ وسيادته، فضلاً عن تطبيق اتفاق الطائف الذي أبرم في العام 1989.
كما انضمّت إلى لقاء قرنة شهوان شخصيات مسيحية بارزة، منها الوزير السابق بيار أمين الجميل والنائبان جبران تويني وأنطوان غانم وقد اغتيلوا ثلاثتهم بسبب مواقفهم المعارضة.
في العام 2005، كان معوض أيضاً عضواً مؤسساً في لقاء البريستول الذي اعتُبر تكتّل المعارضة الأكبر في تاريخ لبنان في ذلك الوقت، نظراً لاحتوائه أعضاء من طوائف مختلفة، وقد تأسس هذا اللقاء على إثر التمديد غير الشرعي لولاية رئيس الجمهورية اللبنانية السابق إميل لحود الذي فرضه النظام السوري آنذاك. وشملت المجموعات السياسية التأسيسية الرئيسة كلّاً من لقاء قرنة شهوان والتيار الوطني الحر والحزب التقدمي الاشتراكي وتيار المستقبل.
بعد ثورة الأرز في العام 2005، انضمّ معوض إلى قيادة قوى 14 آذار، وشارك في مؤتمر الدوحة في أيار/مايو 2008 الذي انعقد نتيجة لأحداث 7 أيار/مايو، حين اجتاح حزب الله العاصمة عسكرياً، وأجزاء من منطقة الشوف. وقد أنتج المؤتمر اتفاقَ الدوحة لينهي الأزمة السياسية التي دامت 18 شهراً.
بعيد ذلك، خاض معوض الانتخابات النيابية في قضاء زغرتا الزاوية في العام 2009 على رأس لائحة قوى 14 آذار، وحاز نسبة 47٪ من أصوات الناخبين.
يواصل ميشال معوض بانخراطه في السياسة الدور التاريخي لعائلته، فوالده رينيه معوض كان أول رئيس للجمهورية اللبنانية يُنتخب بعد اتفاق الطائف في العام 1989 الذي وضع حدّاً للحرب الأهلية في لبنان. غير أنه اغتيل بعد 17 يوماً من تولّيه الرئاسة، في يوم عيد الاستقلال، في 22 تشرين الثاني/نوفمبر من العام 1989. وعمَّ الاعتقاد أن من ارتكب جريمة اغتياله هو النظام السوري، إلا أنه لم يجرِ أي تحقيق في هذه الجريمة حتى يومنا هذا. كما شكّل اغتيال رينيه معوض ضربة قاصمة للسلم الأهلي والسيادة اللبنانية، ومهّد لاستمرار الوصاية السورية مدة خمسة عشر عاماً.
واصلت والدة ميشال، السيدة نائلة معوض، لعب دور بارز في تمكين المرأة سياسياً ومدنياً محافظةً في الوقت نفسه على كرسي زوجها الرئيس الراحل رينيه معوض في المجلس النيابي. وقد تمّت إعادة انتخابها لتولّي المنصب نفسه في الأعوام 1992 و 1996 و 2000 و 2005 ، كما شغلت منصب وزيرة الشؤون الاجتماعية من العام 2005 إلى العام 2008. وهي معروفة بمقاومتها التسلّط السوري طويل كما هي معروفة بحملها لواء القيم الديمقراطية، والحريات العامة، ودعم المرأة، وحقوق الإنسان.

### الانخراط في المجتمع المدني
بدأت مشاركات معوض المدنية في العام 1997 عندما شارك في قيادة حملة «بلدي، بلدتي، بلديتي»، داعياً إلى تنظيم انتخابات بلدية كانت قد عُلّقت منذ العام 1964. فأطلق عريضة حصدت مئات الآلاف من التواقيع تزامناً مع الأحداث التي كانت تمرّ بها البلاد. نجحت الحملة في الضغط لإجراء انتخابات محلية حصلت للمرة الأولى في حزيران/يونيو 1998، أي بعد مرور 35 عاماً على الانتخابات الأخيرة.
في العام 1990، أسّس ميشال معوض مؤسسة رينيه معوض، وترأسها، وما زال مديرها التنفيذي. غير أن هذه المؤسسة التي سُمّيت على اسم والده هي منظمة غير حكومية، لا تبغي الربح، تصبو إلى مجتمع يرتكز على قيم الديمقراطية، والعدالة الاجتماعية، والوحدة الوطنية. تُعدّ المؤسسة حالياً واحدة من أهمّ المنظمات غير الحكومية الرائدة في مجال التنمية الاقتصادية والاجتماعية والزراعية والتربوية والصحية، وفي مجال بناء القدرات الفردية والمؤسساتية.
وتطال نشاطاتها الرئيسة جمعية تطوير الأعمال في طرابلس BIAT، وهي منظمة لا تبغي الربح، أطلقتها كل من مؤسسة رينيه معوض وغرفة التجارة في طرابلس، وأُنشئت بمساعدة برنامج الدعم المتكامل للمؤسسات الصغيرة ومتوسطة الحجم، وهو برنامج في وزارة الاقتصاد والتجارة مموّل من الاتحاد الأوروبي. مهمّة الجمعيّة تحديد القطاعات المحتمل نموّها في لبنان الشمالي، وتعزيزها ودعمها والترويج لها.
في العام 1993، شارك ميشال معوض في إنشاء مؤسسة رينيه معوض- الولايات المتحدة الاميركية ومركزها واشنطن العاصمة، وهي تقوم بتمويل البرامج الإنمائية في لبنان. وقد ضمّت مبادرات البحث عن التمويل السنوي أعضاء من الجالية اللبنانية رفيعي المستوى، فضلاً عن شخصيات أميركية بارزة.
دخل ميشال معوض مجلس المؤسسة المارونية للانتشار التي أسّسها غبطة البطريرك السابق الكاردينال مار نصر الله بطرس صفير، تحت رعاية الكنيسة، من أجل حثّ الجالية اللبنانية على التمسّك بإرثها اللبناني عبر المطالبة بالهوية والجنسية اللبنانيتين.
فضلاً عن ذلك، أطلق ميشال معوض عدداً من المبادرات الاجتماعية الهادفة إلى حماية الفئات المهمّشة وتحسين ظروف عيشهم، من بينها توزيع الأدوات التعليمية على الطلاب، ودعم رسوم تسجيل الطلاب في المدارس الرسمية ونصف المجانية، وترميم منازل العائلات الفقيرة بالشراكة مع جمعية Habitat for Humanity.
وميشال معوض هو أيضاً مؤسس جمعية فرص FORAS، ورئيسها، وهي جمعية تلتزم بدعم الموارد البشرية اللبنانية وتعزيزها، كونها تُعدّ ركيزة اقتصاد البلاد، من خلال طرح مجموعة برامج سهلة ومهنية تساعد الباحثين عن فرص العمل على بناء قدراتهم، وتعزيز مؤهلاتهم، وذلك بالتعاون والمشاركة مع أكاديميين، ومهنيين، ومراكز ثقافية، ومراكز تدريب على الصعيدين المحلي والعالمي.

## حياته الشخصية
هو متزوج من ماريال قصرملي منذ العام 2000، ولديهما أربعة أولاد: نائلة، ورينيه، ويارا، ومالك.[بحاجة لمصدر]

## روابط خارجية
- الموقع الرسمي لميشال معوض
- ميشال معوض في موقع Ehden Family Tree